# Jaroslav Valečka
Jaroslav Valečka (* 27. října 1972) je český malíř a grafik.

## Život
Po maturitě na pražském Gymnáziu Na Zatlance vystudoval v letech 1991–1998 pražskou Akademii výtvarných umění, obor malba u prof. Jiřího Sopka a obor plastika u prof. Jana Hendrycha. Absolvoval stáže a studijní pobyty v Německu, Francii a v Nizozemí.
Je zakládajícím členem výtvarné skupiny Central europe stuckists působící od roku 2012.
Zakládající člen volného sdružení Natvrdlí (Rea Michalová, Karel Jerie, MICL, Lukáš Miffek, Jaroslav Valečka) od roku 2010.

### Ceny a stipendia
- 1993 Stipendium Sorosovy nadace pro současné umění
- 1994 Cena nadace Herberta von Hayeka
- 1995 SBC art competition, (evropské finále)
- 1996 Cena Hlávkovy nadace
- 1997 Cena Foundation de Bourgogne
- 2008 Stipendium Credit Mutuel de Bretagne –art dans les petites cites de charactiere

## Dílo
Věnuje se tradičním malířským námětům, zejména krajinomalbě a figurálním kompozicím. Jeho práce vychází z tradice expresionismu, symbolismu a nové věcnosti. Jeho malba je postavena na výrazné barevnosti, práci se světlem a expresivní kresebnou zkratkou. Ve svém díle se systematicky zabývá krajinou severních Čech (bývalých Sudet), kde strávil své dětství. Zejména v počátcích své tvorby byl ovlivněn dílem E. Muncha, J. Váchala, Jana Zrzavého, J. Lady, R. Kremličky a J. Preislera.

### Zastoupení ve sbírkách
- Národní galerie, Praha
- Alšova Jihočeská galerie
- Centrum pro současné umění, Praha
- Credit Mutuel de Bretagne
- Festung Koenigstein, Gmbh, Německo
- Foundation de Bourgogne
- Galerie Klatovy/Klenová
- Galerie moderního umění, Roudnice nad Labem
- Galerie města Chrudim
- Galerie výtvarného umění, Karlovy Vary
- GASK, Kutná Hora
- Rabasova galerie, Rakovník
- Sbírka Ministerstva zahraničních věcí ČR
- soukromé sbírky

### Výběr z malířského díla

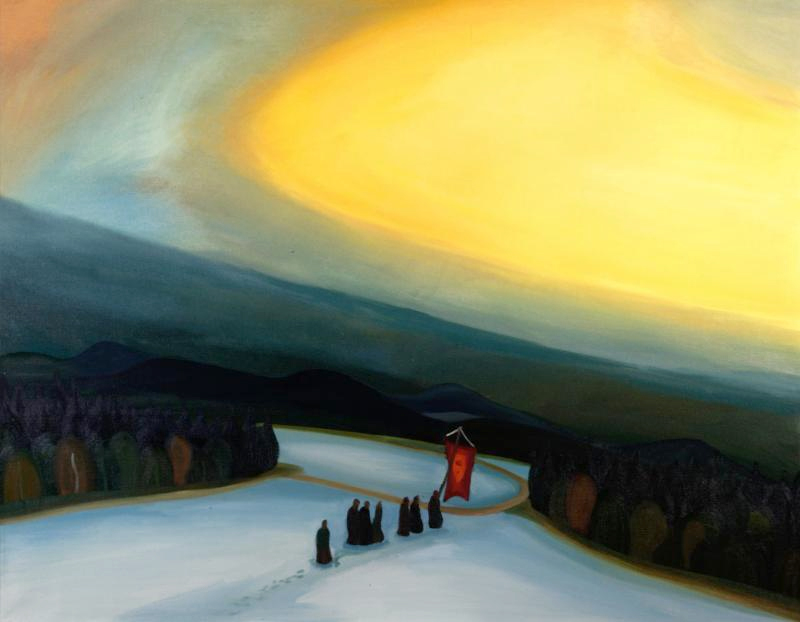
Funus, 120×154 cm, 2005
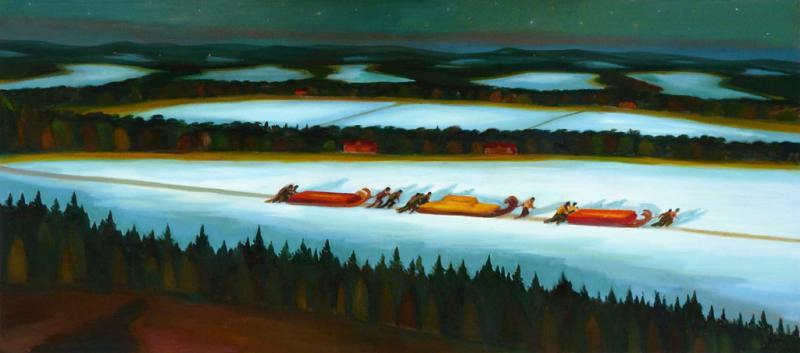
Noc, 84×195 cm, 2009
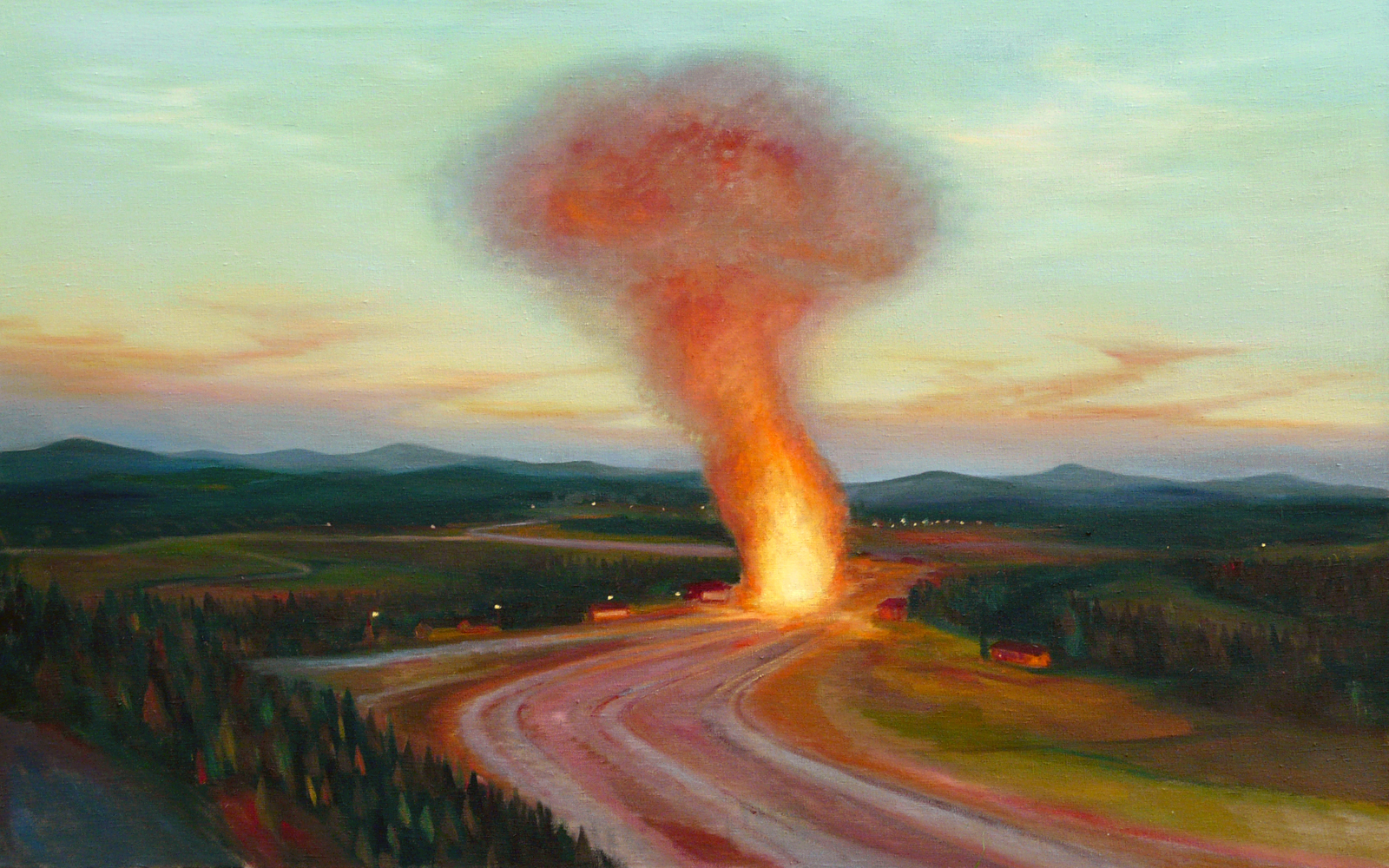
Výbuch, 100×158 cm, 2011
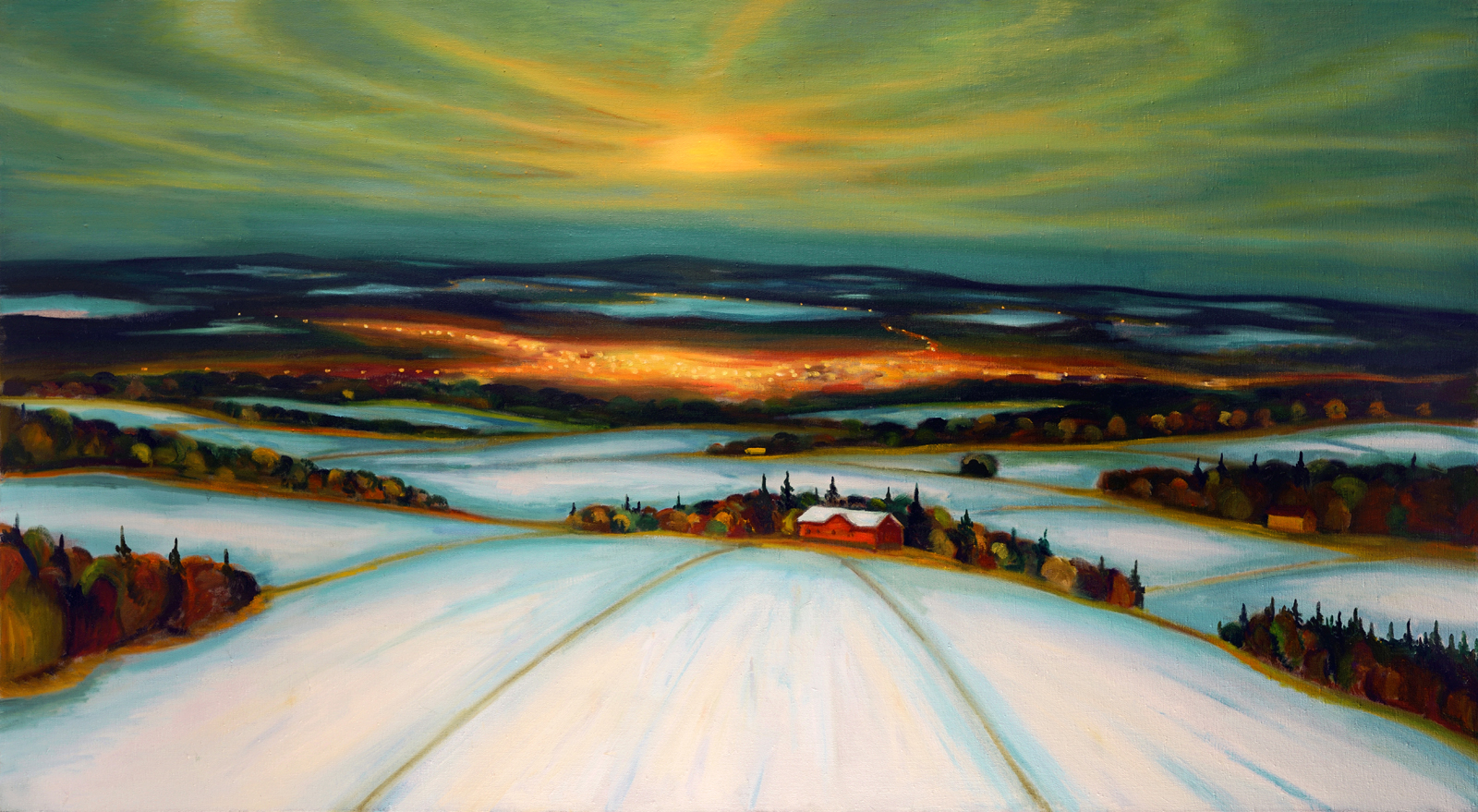
Nad městem, 100×200 cm, 2012
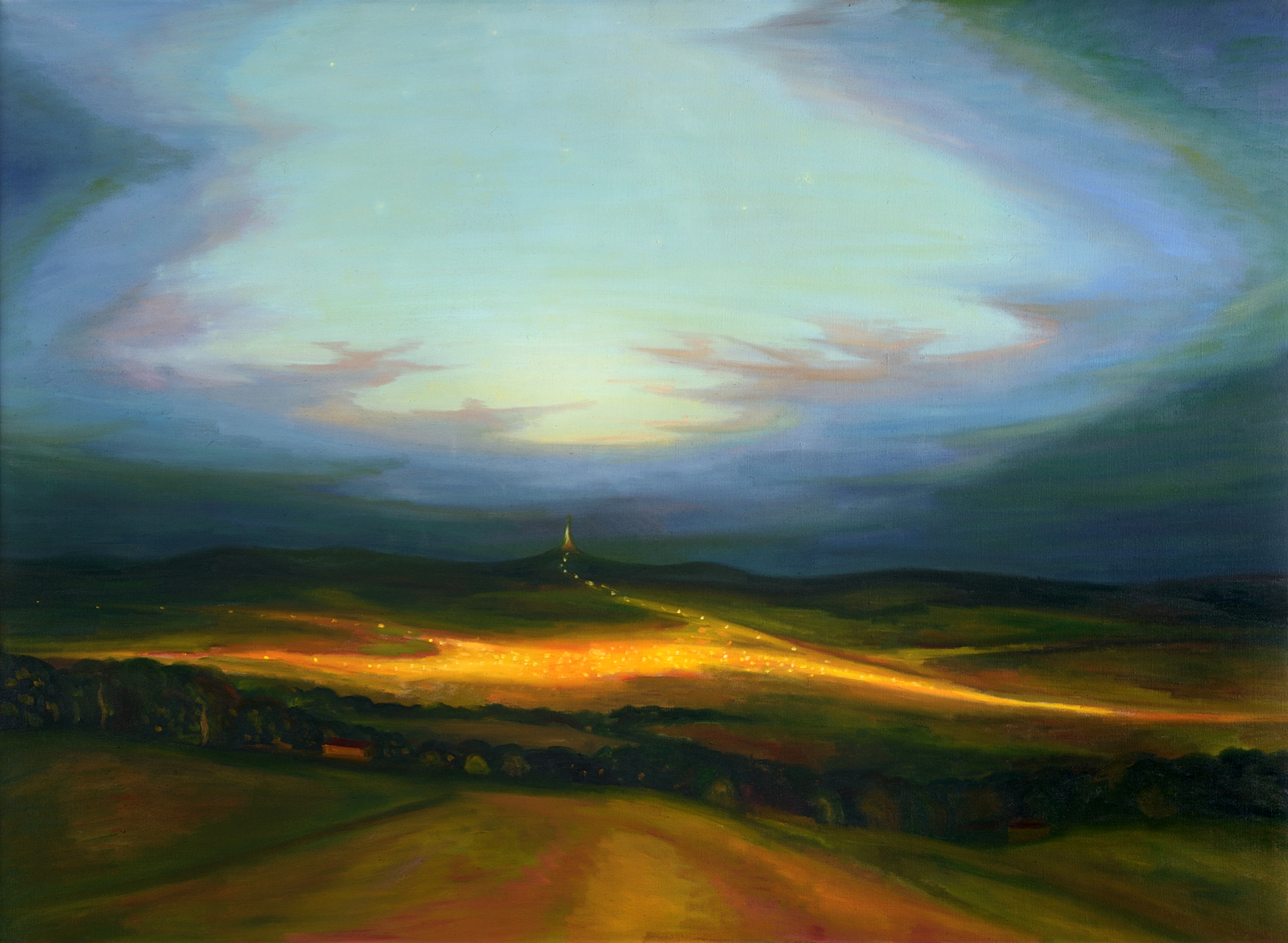
Ještěd, 125×170 cm, 2013
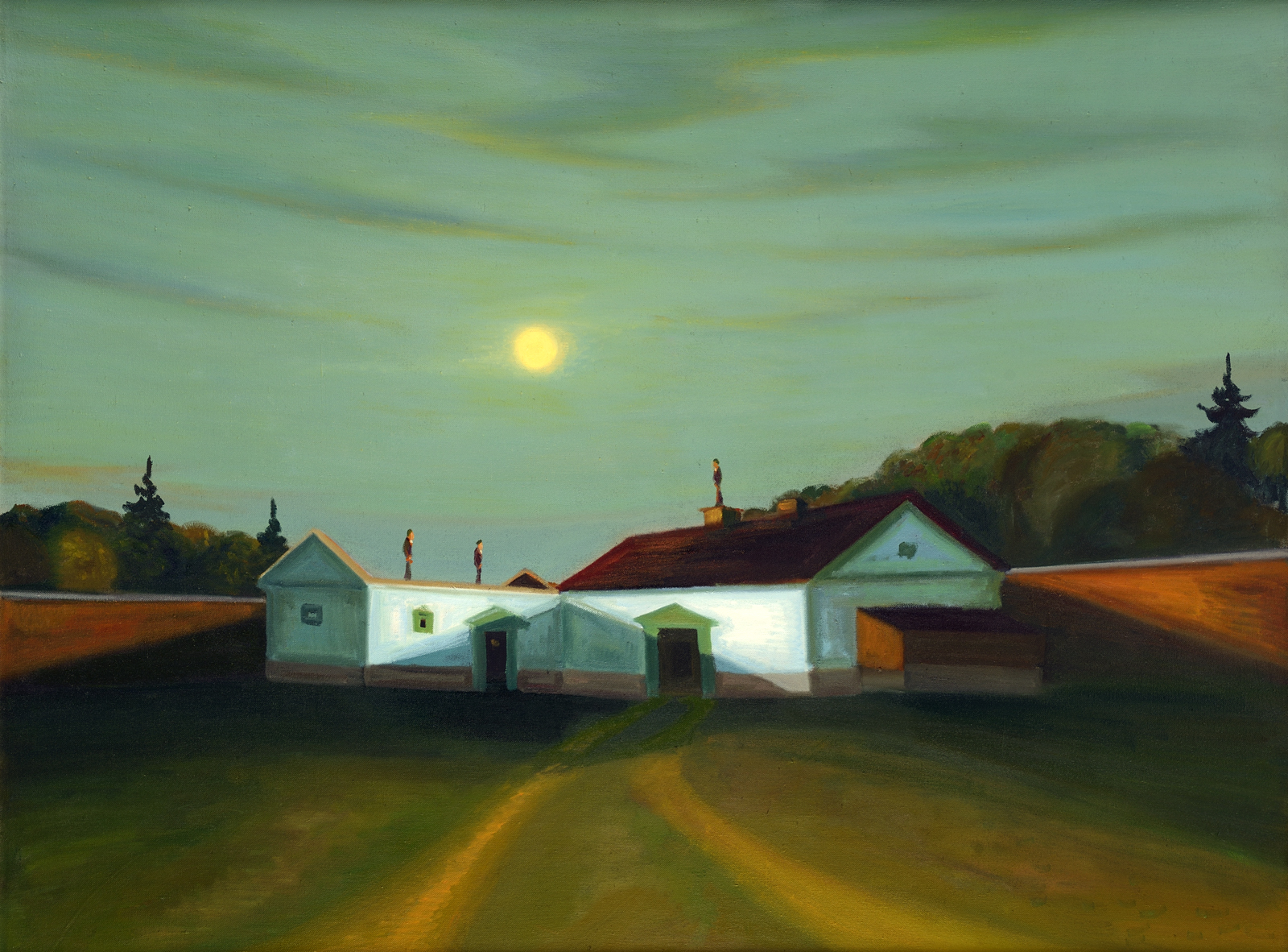
Náměsíčníci, 100×130 cm, 2014
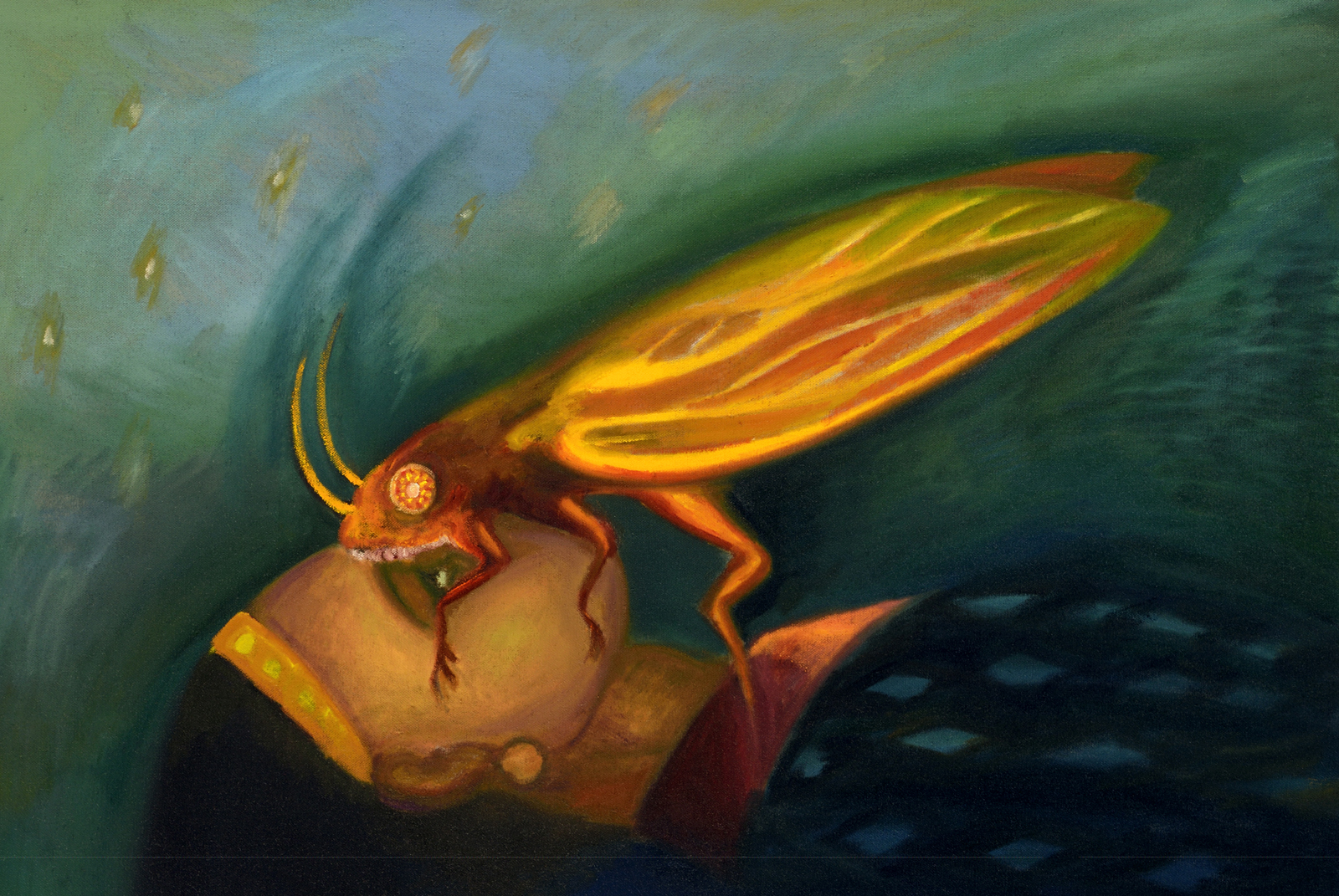
Cikáda, 60×100 cm, 2014
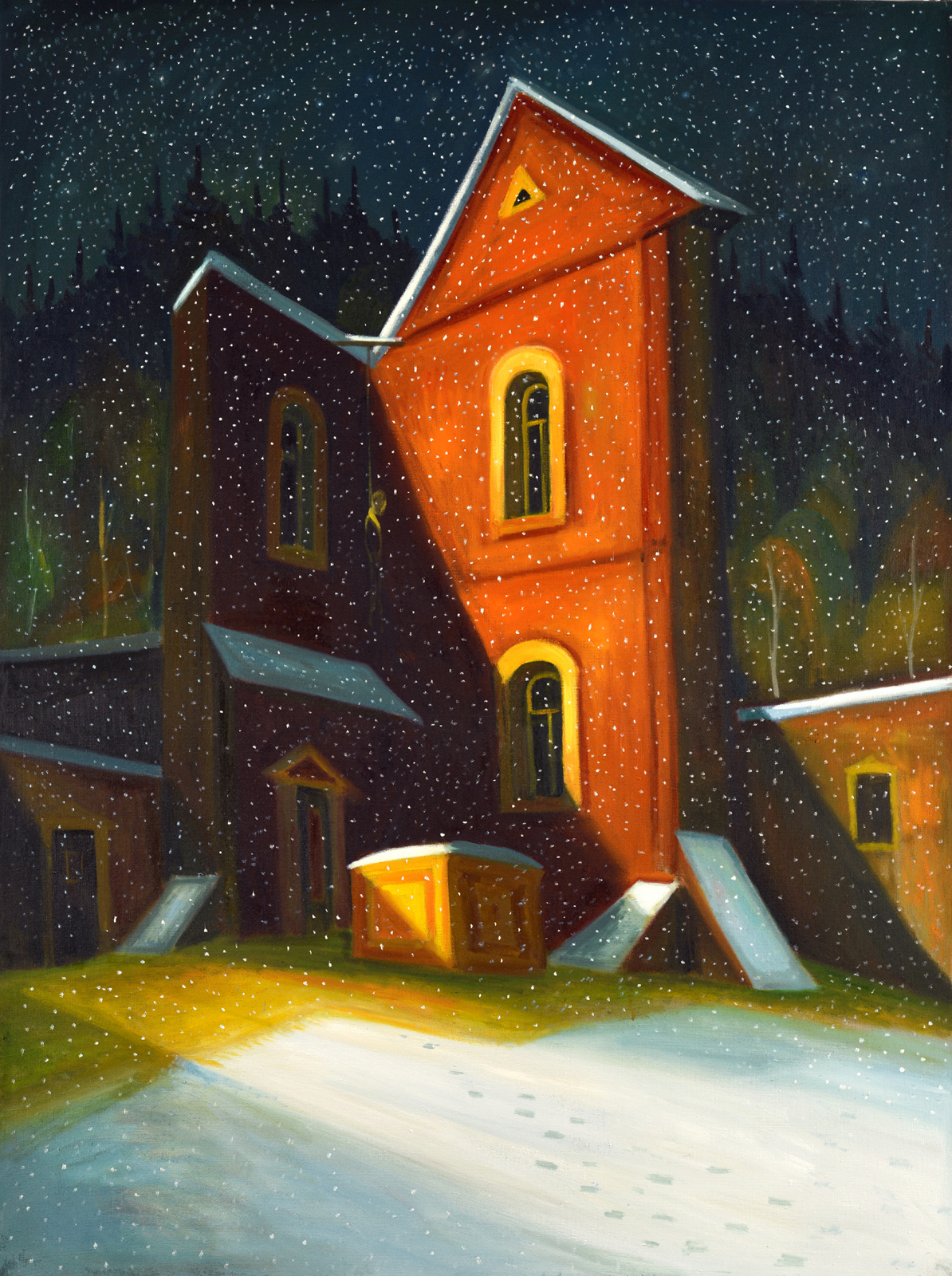
Viselec, 170×125 cm, 2014
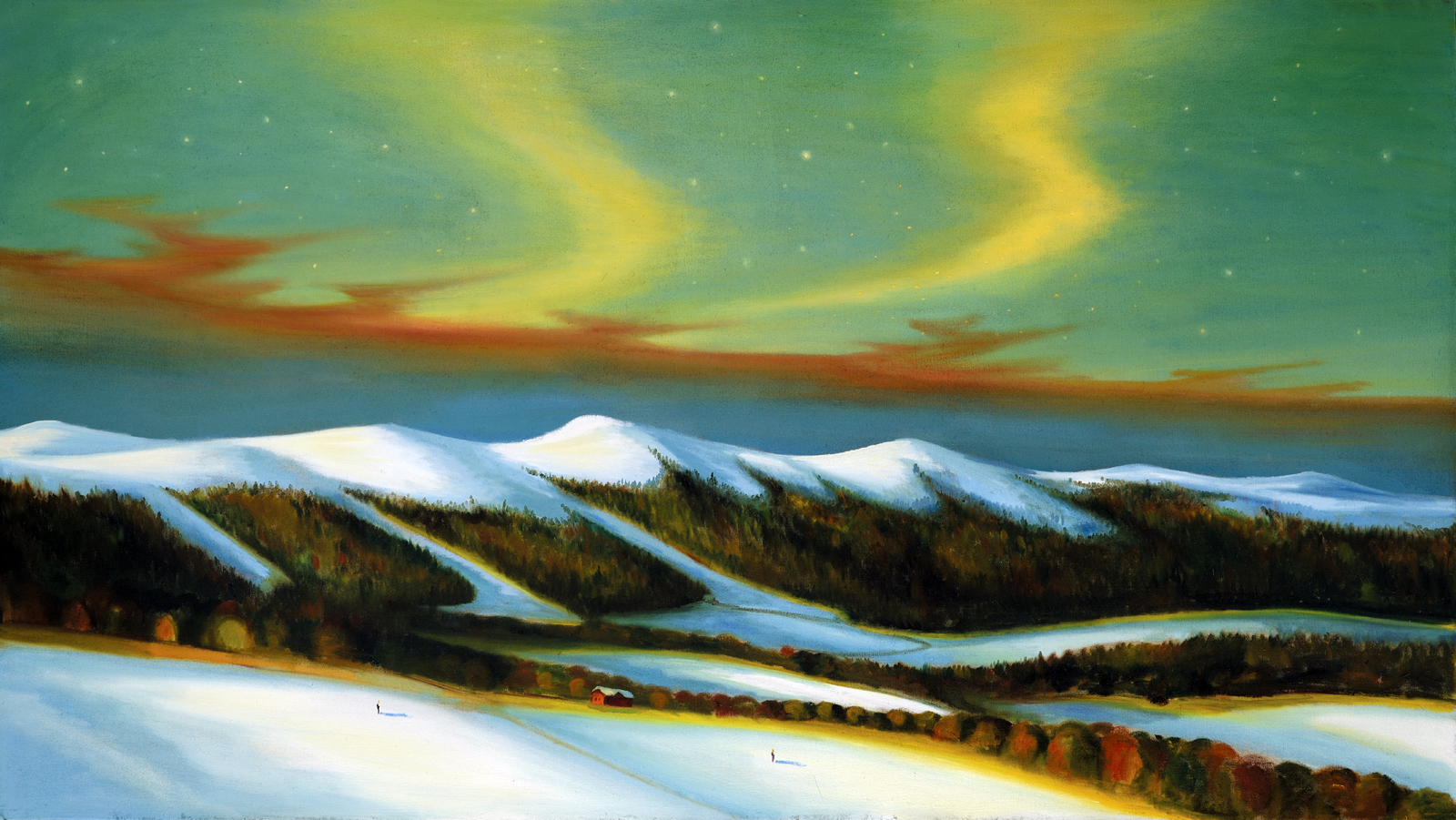
Polární záře, 110×200 cm, 2016
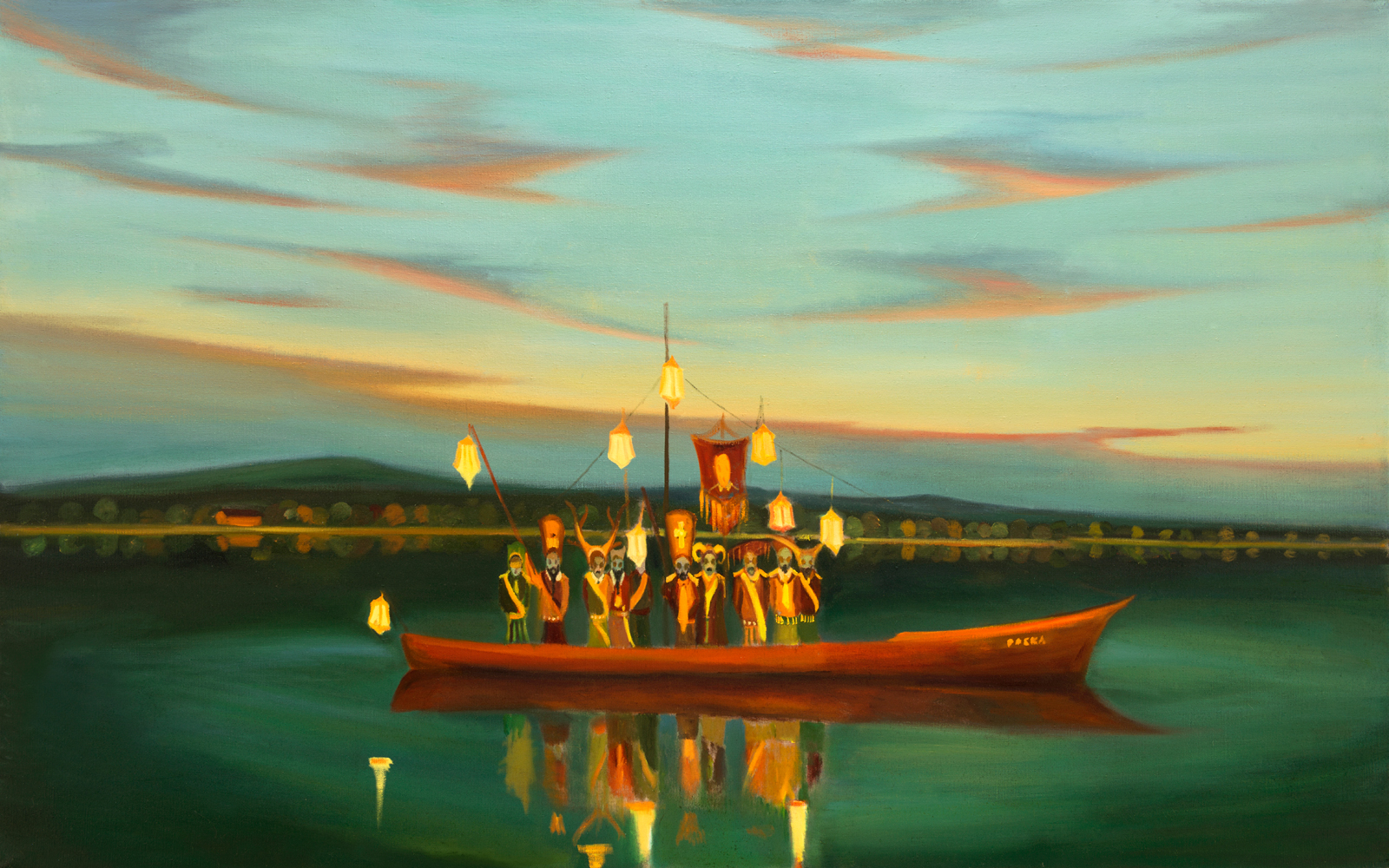
Loď bláznů, 125×200 cm, 2017
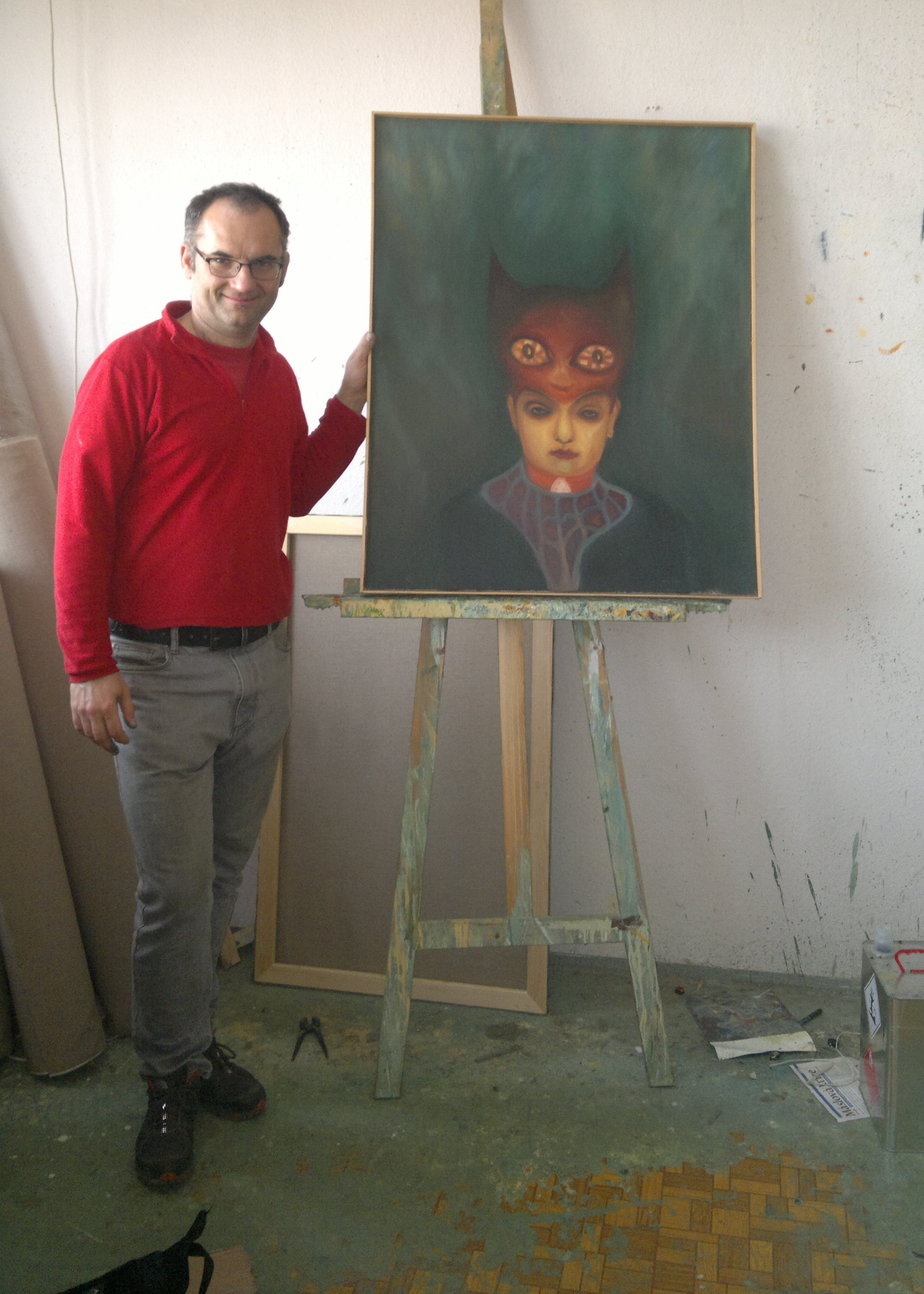
Červený kocour, 80×100 cm, 2011
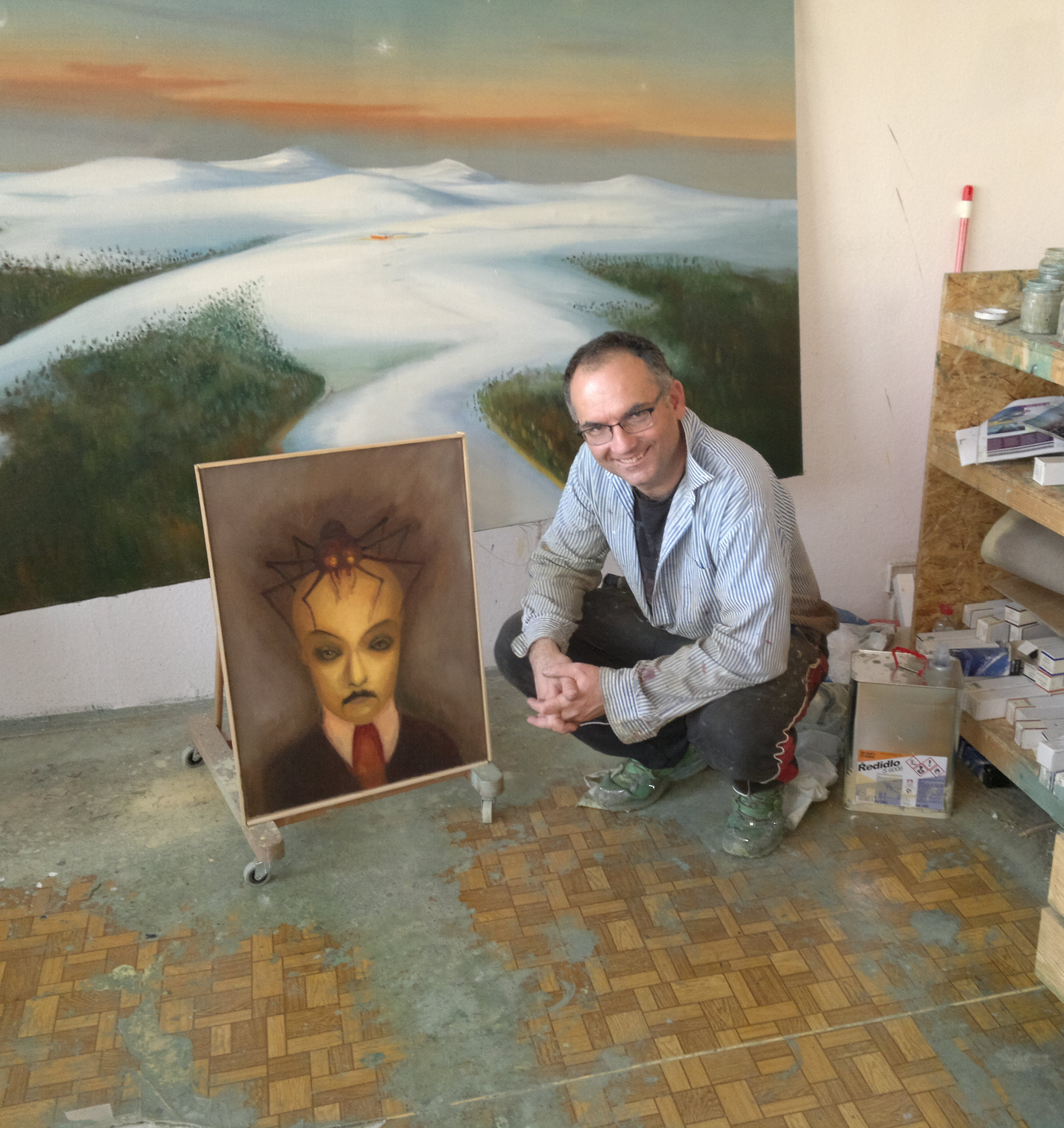
Pavouk, 50×70 cm, 2015

### Autorské výstavy (výběr)
- 1998 Obrazy, Galerie AVU, Praha
- 1998 Obrazy, Dům umění, České Budějovice
- 2001 Obrazy, Galerie Bayer&Bayer, Praha
- 2002 Obrazy, Galerie mladých, Brno
- 2003 Obrazy a kresby, Galerie Ve dvoře, Litoměřice
- 2004 Obrazy, Galerie Bayer& Bayer, Praha
- 2005 Obrazy, Ústav makromolekulární chemie, Praha
- 2005 Obrazy, Galerie Artkontakt, Brno
- 2006 Obrazy, Výlet, Galerie XXL, Louny
- 2006 Obrazy, Galerie Pintner, Frankfurt nad Mohanem, Německo
- 2006 Krvavé romance, Oblastní galerie vysočiny, Jihlava
- 2006 Obrazy, Galerie Vltavín, Praha
- 2007 Obrazy, Galerie Vernon, Praha
- 2008 Bílé noci, Galerie Kotelna, Říčany
- 2008 Krajina posetá tmou, Galerie Beseda, Ostrava
- 2008 Cesta na sever, Galerie Dolmen, Praha
- 2009 Obrazy, Rabasova galerie Rakovník
- 2009 Carnet des voyages, Chateau Chateugiron, Francie
- 2009 Obrazy, Galerie České Pojišťovny, Praha
- 2010 Soukromé krajiny, Galerie SVU Mánes, Diamant, Praha
- 2010 Obrazy, Alšova jihočeská galerie, České Budějovice
- 2011 STUCK in the emotional landscape, Red gate gallery, London (spolu s J. Hauschkou)
- 2012 Morbidní romance, Galerie 21. století, Praha
- 2012 Krajiny mého dětství, Dům umění, Opava
- 2013 Návrat domů, Galerie Portheimka, Praha, katalog dostupný on-line
- 2013 Sudety, Galerie Vltavín, Praha
- 2014 Démanty noci, Era svět, Praha
- 2014 Poslední hodiny lidstva, Galerie 1, Praha
- 2015 Stíny Sudet, Galerie Václava Špály, Praha
- 2016 Krajiny soumraku, Městská galerie Pardubice
- 2017 Sen o severu, Oblastní galerie Liberec
- 2018 Sen noci svatojánské, Galerie FONS, Pardubice, 29. červen – 17. srpen 2018[1]
- 2019 Ohnivá čára, Galerie Zaza Ostrava
- 2020 Pictura obscura, GVU Most
- 2021 Severní vítr je krutý, Alšova jihočeská galerie, Č. Budějovice
- 2021 Černá kronika, Galerie 1, Praha
- 2022 Worlds in betweeen, Galerie Twenty-six Vídeň
- 2023 Neurózy a nevinnost, Galerie Václava Špály, Praha, 8. prosince 2023 - 28. ledna 2024, kurátor: Adam Hnojil[2]
- 2024 Horizonty, Galerie Crears, Rožnov pod Radhoštěm
- 2025 Dunkelchronik, Galerie Twenty-six, Vídeň
- 2025 Temná kronika, Galerie Emila Filly, Ústí nad Labem

### Společné výstavy (výběr)
- 1993 AVU u Hybernů, Praha
- 1995 Austelung der stipendianten, Lichthalle Karlsruhe, Německo
- 1995 SBC art competition, Londýn, evropské finále soutěže, (katalog)
- 1996 Festival international des artes de la rue, Salle dés marchandes, Dijon, Francie
- 1996 Nový zákon v umění, Galerie Ambit, Praha, (katalog)
- 1997 AVU v Mánesu, Praha
- 1998 Diplomanti , Národní galerie, Veletržní palác, Praha, (katalog)
- 1999 Neplánované spojení, Mánes, Praha (katalog)
- 2003 Agua art, Galerie kritiků, Praha
- 2003 Perfect tense, Jízdárna Pražského hradu, Praha, (katalog)
- 2004 Art Prague, Mánes, Praha, (katalog)
- 2004 Bylo, nebylo..., pohádkové motivy v českém umění, Galerie moderního umění, Hradec Králové, (katalog)
- 2005 Bylo, nebylo..., Horácká galerie, Nové Město na Moravě
- 2005 Bylo, nebylo..., Galerie výtvarného umění, Cheb, (katalog)
- 2006 Příští stanice Arkádia, Galerie Roudnice nad Labem, (katalog)
- 2006 Žáci a absolventi Jiřího Sopka, Alšova jihočeská galerie, České Budějovice, (katalog)
- 2006 Nachste Station Arkadien, Schloss Pirna (katalog)
- 2006 Lucky A 12, Galerie Chrudim
- 2006 Art Prague, Špálova galerie, Praha, (katalog)
- 2007 Typický obraz II., Nová síň, Praha, (katalog)
- 2007 Nová trpělivost, Mánes, Praha, (katalog)
- 2007 Stuck in the middle of the November, Topičův salón, Praha, (katalog)
- 2008 Art Prague, Mánes, Praha, (katalog)
- 2008 Carnet des vyages peintuer tchéques, Chatelaudren, Francie
- 2008 Transfer, White Box gallery, Mnichov, (katalog)
- 2009 Transfer, Dům umění města Brna, Brno
- 2009 Art dans les cites-peintres Tcheques, Chateau de Josselin, Francie, (katalog)
- 2009 Art Prague, Mánes, Praha
- 2009 Art dans les petites cites de charactere, Galerie de Treguier, Francie (katalog)
- 2009 Brno Art Fair, Brno
- 2009 Transfer, Czech national hall, New York
- 2010 Im Reich der Steines, Festung Koenigstein, Německo, (katalog)
- 2010 "Temná noc, jasná noc", Alšova jihočeská galerie, České Budějovice, (katalog)
- 2011 Natvrdlí, Dům umění, Opava
- 2011 Prague stuckists, Výstavní síň Chrudim, (katalog)
- 2011 Enemies of Art, Lauderdalehouse, London, (katalog)
- 2011 Art Prague, Mánes, Praha, (katalog)
- 2011 Originální a perspektivní, BMAG, Praha, (katalog)
- 2011 Natvrdlí, Galerie Beseda, Ostrava, (katalog)
- 2011 DYS... Veletržní palác, Národní galerie, Praha
- 2012 Species Periclitata, Galerie Artpro, Praha, (katalog)
- 2012 "Volný směr", Severočeská galerie, Litoměřice, (katalog)
- 2012 Stuckists tarot show, Insligton Art Factory London, (katalog)
- 2012 Natvrdlí, Městská galerie, Svitavy
- 2012 Stuckists: Elizabethian Avant-Garde, Bermondsey Project, London
- 2012 Originální perspektivy, Galerie Klatovy - Klenová
- 2013 125 let SVU Mánes, galerie Diamant, Praha
- 2013 Natvrdlí, Galerie Kritiků, (katalog)
- 2013 STUCK, between Prague and London, Nolias 11 gallery, Londýn, (katalog)
- 2013 Natvrdlí, Oblastní galerie Vysočiny, Jihlava
- 2013 Druhý den po konci světa, České centrum, Praha
- 2013 Hraniční syndrom, Galerie Uffo, Trutnov, (katalog)
- 2013 STUCK in Pardubice, městská galerie Pardubice, (katalog)
- 2013 Hraniční syndrom, Galerie Michal’s collection, Praha
- 2014 The Stuckists, Explorers and Inventors, Phoenix, USA
- 2014 Orbis Pictus, Trafo gallery, Praha
- 2014 Stuckists and Remodernists, C3 Gallery, Tempe, Arizona, USA
- 2014 Borderline syndrom, Ostrale, Dresden
- 2014 STUCK!!, Galerie Vltavín Praha
- 2014 Summertime, Zámek Kvasiny
- 2015 Stuckism Remodernising the Mainstream, Studio 3 gallery, University of Kent
- 2015 Holy Ways, European Arts, Praha
- 2015 Borderlinesyndrom, GVU, Karlovy Vary
- 2016 Borderlinesyndrom, Alfred Kubin Galerie, Mnichov
- 2017Gegenstand, Ostdeutsche galerie, Řezno
- 2018 Obrazy zimy, Galerie Klatovy/Klenová
- 2020 The stuckists, Sayé art gallery, Teherán
- 2022 Stuck in Venice, Galerie CREA, Benátky
- 2023 Inner landscapes, Galerie Twenty-six, Vídeň
- 2024 Žně, Galerie Václava Rabase, Rakovník
- 2024 Zámek na zámku, Galerie Klatovy/Klenová
- 2025 Ohýbanie reality, Galerie Tower 5, Bratislava
- 2025 Zanočkové umenie, Galéria SPP, Bratislava